# Ceylontaube
Die Ceylontaube (Columba torringtoniae, gelegentlich auch Columba torringtoni geschrieben) ist eine Art der Taubenvögel. Sie kommt ausschließlich in Südostasien vor.
Die Bestandssituation der Ceylontaube wird mit vulnerable (=gefährdet) angegeben.

## Merkmale

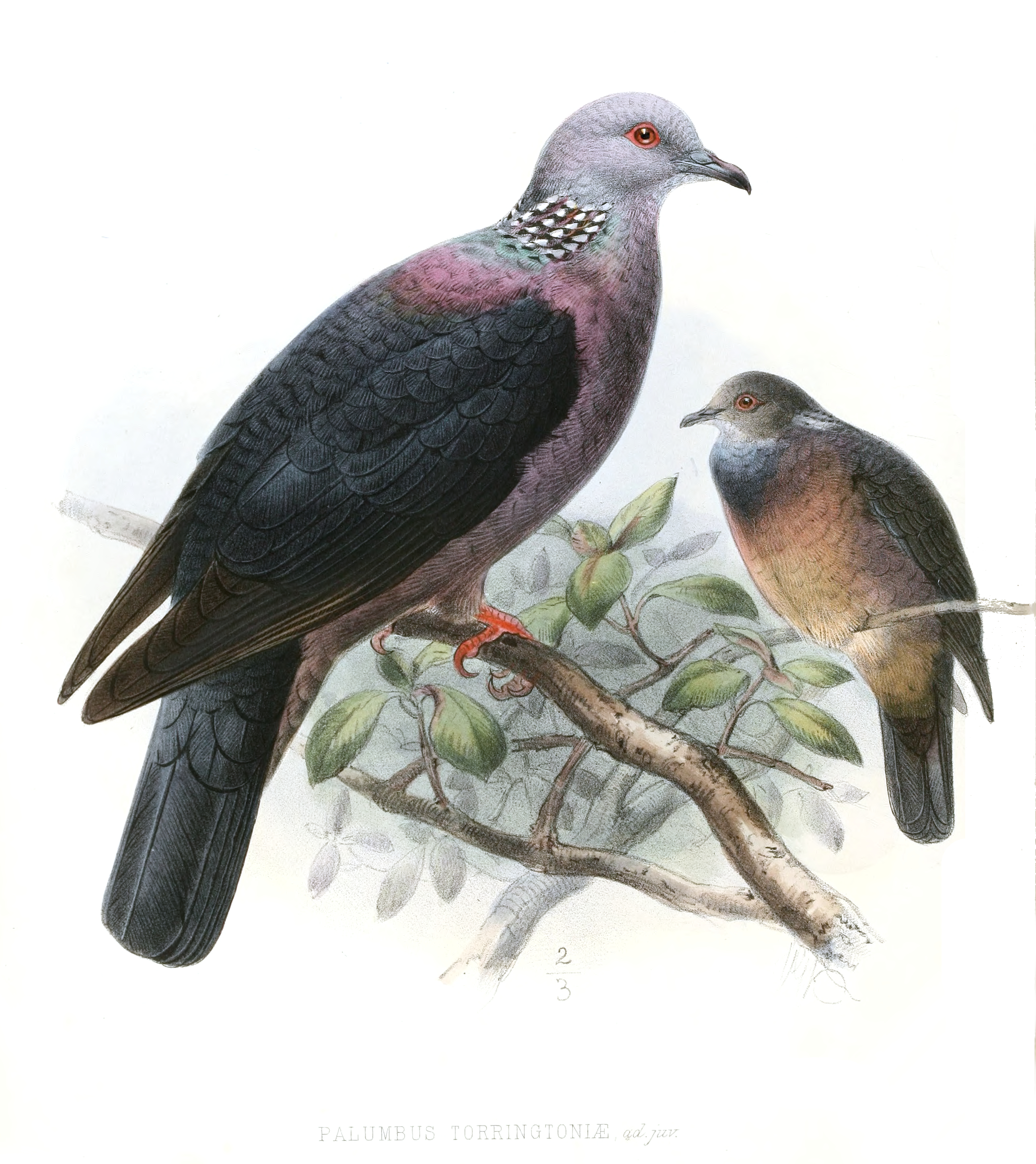
Ceylontauben, Illustration

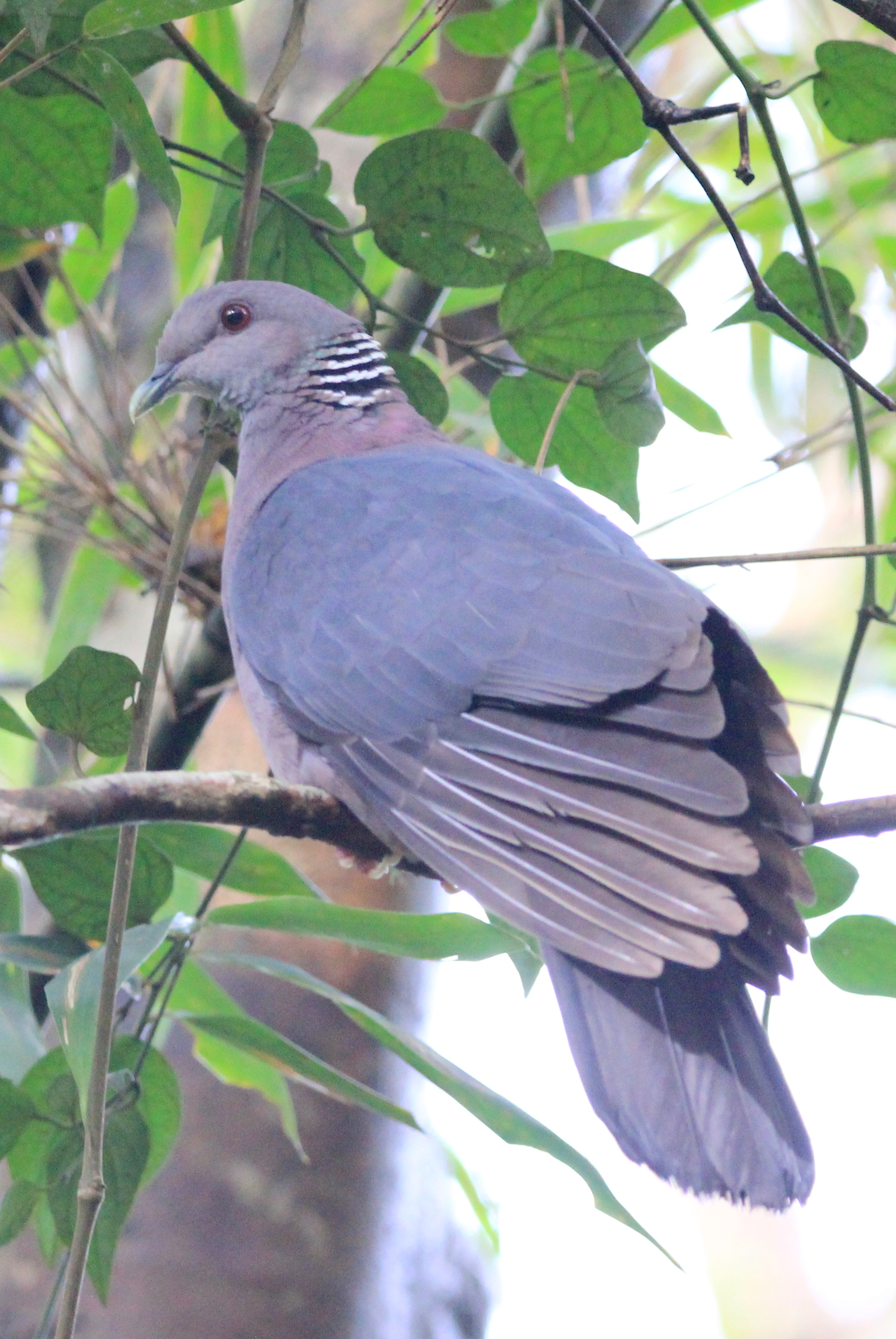
Ceylontaube

Die Ceylontaube erreicht eine Körperlänge von 43,8 Zentimeter und ist damit etwa so groß wie eine kleine Stadttaube, sie hat allerdings einen etwas längeren Schwanz. Es gibt keinen auffälligen Sexualdimorphismus.
Bei beiden Geschlechtern ist der Kopf grau mit einem grünlichen und violetten Schimmer auf dem Scheitel und im Nacken. An den Halsseiten sowie am hinteren Hals befinden sich versteifte schwarze Federn, die eine weiße Federspitze aufweisen. Dadurch entsteht ein breites weißgeflecktes Halsband. Der obere Mantel und die Brustseiten schimmernd irisierend violett bis grünlich. Der übrige Mantel, der Rücken und der Bürzel sind schwärzlich, die einzelnen Federn haben schmale, grünlich, violett oder bronzefarben irisierende Säume. Die Schwingen sind braun. Die Oberschwanzdecken und die Steuerfedern sind schwarz. Die Kehle und das Kinn sind hellgrau, die Ohrdecken sind grauviolett. Die Brust ist dunkel grauviolett. Der Bauch ist hell, die Unterschwanzdecken sind graubeige.
Jungvögel sind insgesamt auf der Körperoberseite schwarzbraun, die einzelnen Federn auf Kopf und den Flügeldecken sind schmal rotbraun gesäumt. Die irisierenden Gefiederpartien am Nacken und auf dem Mantel sind nur ansatzweise vorhanden.

## Verwechselungsmöglichkeiten
Die Ceylontaube kann mit Felsentauben und Stadttauben verwechselt werden. Beide sind jedoch kompakter im Körperbau und haben einen kürzeren Schwanz. Ihnen fehlt außerdem die charakteristische schwarzweiße Halsbinde der Ceylontaube. Die Bronzefruchttaube ist deutlich größer und kommt nur im Tiefland vor. Auch ihr fehlt die schwarzweiße Halsbinde. Die Orientturteltaube dagegen hat eine solche Halsbinde, ist allerdings deutlich kleiner und ist auf dem Rücken auffällig geschuppt.

## Verbreitungsgebiet und Lebensraum
Das Verbreitungsgebiet der Ceylontaube ist Sri Lanka, wo sie ausschließlich in den Bergen und Hochlagen im Süden der Insel vorkommt.
Die Ceylontaube besiedelt feuchte laubabwerfende und immergrüne Bergwälder. Sie brütet ausschließlich in Höhenlagen oberhalb von 1000 Metern, auch wenn sie saisonal gelegentlich in niedrigere Höhenlagen und selbst in Lagen von 300 Höhenmetern herunterkommt. Sie ist dann in den feuchten tropischen Regenwäldern der Insel anzutreffen.

## Lebensweise
Die Ceylontaube ist eine scheue und heimlich lebende Taube, die entweder einzelgängerisch, paarweise oder in kleinen Trupps vorkommt. Sie hält sich ausschließlich in Baumwipfeln auf. Ihr Nahrungsspektrum umfasst Früchte und Beeren. Ihre gelegentlichen Wanderungen in tiefere Lagen sind nahrungsbedingt – sie wandert gelegentlich über größere Distanzen, um ausreichend fruchttragende Bäume zu finden. Die Brutzeit scheint ihren Höhepunkt im Oktober zu haben, brütende Tauben sind aber gelegentlich bis in die ersten Monate des nächsten Jahres zu beobachten. Das Gelege besteht aus einem einzigen weißen Ei.

## Bestand und Gefährdung
Der Bestand der Ceylontaube wird auf wenige tausend Individuen geschätzt. Die Hauptgefährdung der Taubenart geht von der Entwaldung aus, die mittlerweile auch die Bergregionen Sri Lankas erreicht hat sowie der Veränderung der Artenzusammensetzung in den verbleibenden Wäldern. Diese ist auf selektiven Holzeinschlag, das Sammeln von Feuerholz, die Umwandlung von Wald in Agrarflächen oder Plantagen, die Suche nach Edelsteinen, ein Vordringen von Siedlungen in Waldgebiete sowie Waldbrände zurückzuführen. Auch Wälder, die unter Schutz stehen, werden durch diese Eingriffe zunehmend verändert. Die Ceylontaube leidet vor allem an einem reduzierten Nahrungsangebot, weil zunehmend die fruchttragenden Bäume verschwinden, auf die sie angewiesen ist.

## Einzelbelege
1. 1 2   Gibbs, Barnes und Cox: Pigeons and Doves, S. 201.
2. 1 2 3   Columba torringtoniae in der Roten Liste gefährdeter Arten der IUCN 2012. Eingestellt von: BirdLife International, 2012. Abgerufen am 17. Oktober 2016.
3. ↑   Gibbs, Barnes und Cox: Pigeons and Doves, S. 202.